# Demond Carter
Demond „Tweety” Carter (ur. 25 października 1986 w Nowy Orlean) – amerykański koszykarz, występujący na pozycji rozgrywającego.
W 2006 wystąpił w meczu gwiazd amerykańskich szkół średnich - McDonald’s All-American.
20 sierpnia 2016 podpisał umowę z PGE Turowem Zgorzelec. 11 czerwca 2017 został zawodnikiem francuskiego ESSM Le Portel Cote d'Opale.
16 marca 2019 podpisał kontrakt ze Spójnią Stargard.
1 sierpnia 2019 zawarł kontrakt ze Startem Lublin. 6 sierpnia 2020 dołączył do portugalskiego Sport Lisboa Benfica. 27 czerwca 2021 został po raz kolejny w karierze zawodnikiem Pszczółki Startu Lublin. 1 lutego 2022 opuścił klub.

## Osiągnięcia

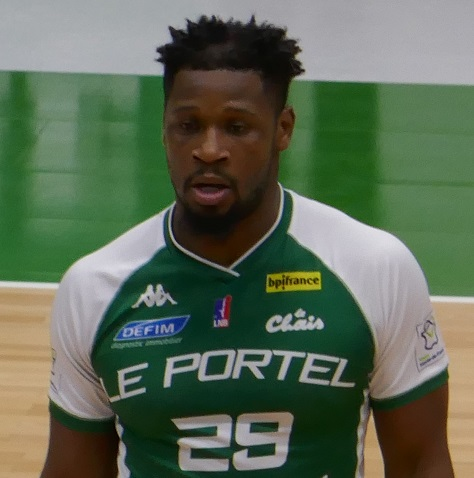
Demond Carter.

Stan na 21 lutego 2022, na podstawie, o ile nie zaznaczono inaczej.
NCAA
- Uczestnik rozgrywek:
  - Elite Eight turnieju NCAA (2010)
  - turnieju NCAA (2008, 2010)
- Zaliczony do:
  - I składu zawodników, którzy poczynili największy postęp Big 12 (2010)
  - III składu Big 12 (2010)
  - IV składu All-American (2010 przez Sporting News)

Drużynowe
- Mistrz Czech (2013)
- Wicemistrz:
  - Polski (2020)
  - Wicemistrz Łotwy (2011)
- 4. miejsce w Lidze Bałtyckiej (2011)
- Zdobywca Pucharu Czech (2013)
- Uczestnik rozgrywek:
  - TOP 8 EuroChallenge (2011)
  - TOP 16 Eurocup (2013)

Indywidualne
- MVP miesiąca EBL (listopad 2019 – wspólnie z klubowym kolegą Bryntonem Lemarem)[11]
- Zaliczony do II składu EBL (2020 przez dziennikarzy)[12]